# 일상다반사
《일상다반사》(日常茶飯事)는 대한민국의 밴드 롤러코스터가 2000년 7월 발매한 2집 앨범이다. 대표곡으로는 사랑의 아픔을 덤덤한 가사와 애절한 해금간주로 그려낸 〈Love Virus〉와 샐러리맨의 일상을 그린 〈힘을 내요 미스터김〉, 그리고 앨범 제목과 동명의 노래인 〈일상다반사〉가 있다.
이 앨범은 2008년 경향신문과 가슴네트워크가 선정한 한국 대중음악 100대 명반 중의 하나로 선정되었다.

## 수록곡
1. 〈너에게 보내는 노래〉
2. 〈가만히 두세요〉
3. 〈힘을 내요, 미스터 김〉
4. 〈Love Virus〉
5. 〈Crunch〉
6. 〈떠나가네〉
7. 〈말하지 못한 얘기〉
8. 〈Breezy〉
9. 〈Runner〉
10. 〈어느 하루〉
11. 〈일상다반사〉